# Nagasaki (Lied)
Nagasaki ist ein Song, der von Harry Warren (Musik) und Mort Dixon (Text) geschrieben und 1928 veröffentlicht wurde.

## Hintergrund
Neben Nonsensliedern wie „Barney Google“ (Billy Rose, 1923) und „Does the Spearmint Lose Its Flavor on the Bedpost Over Night?“ (1924, von Billy Rose, Ernest Breuer und Marty Bloom) waren Songs, die ab den späten 1910er-Jahren bis in die 20er-Jahren geschrieben wurden, auch solche mit einem exotischen Strang modern. Dazu zählten Lieder wie „Under the Yellow Arabian Moon“ (1915), „Hindustan“ (1918) und „Dardanella“ (1920), die in Text und Musik mit dem Flair des Fremden spielten. Weitere Songs kombinierten Exotisches mit humorvollen sexuellen Anspielungen, wie „Please Don't Take My Harem Away“ (1919) und „Cleopatterer“ (1917) von Jerome Kern und P. G. Wodehouse. „Der schrulligste von allen war Mort Dixons und Harry Warrens Nagasaki; er kombinierte die beiden Stränge – das Exotische und den Nonsens – in einer abgründigen und unwiderstehlichen Lyrik. Der Text hat nichts mit Nagasaki in Japan oder gar mit Asien zu tun. Er verbindet Dixons manchmal derben Nonsens mit dem, was Richard Corliss vom Time Magazine Warrens übersprudelnde Synkopierung ausgegrabener Folk-Themen zu Tanznummern nannte.“
Zunächst wollte der Musikverleger Jerome Remick die Nummer nicht veröffentlichen; Warren sagte später: „Er dachte, sie hätte zu viele Noten und sei zu kompliziert.“ Nach Warrens Ansicht baute der Song vor allem auf den Ideen Mort Dixons auf; „er war einer dieser Romantiker, der nach weit entfernten Plätzen mit fremdartig klingenden Namen lechzte. Ich glaube, er hatte keine Vorstellung davon, wie Nagasaki wirklich aussah, was wahrscheinlich ganz gut so war.“

## Erste Aufnahmen und spätere Coverversionen
Zu den Musikern, die den Song ab 1928 aufnahmen, gehörten in den Vereinigten Staaten die Ipana Troubadours (Chance, u. a. mit Phil Napoleon, Tommy Dorsey, Frank Teschemacher, Smith Ballew, Irving Kaufman), Nat Shilkret/Frank Crumit und Jack Kaufman and The Seven Blue Babies (Edison). Der Diskograf Tom Lord listet im Bereich des Jazz insgesamt 210 (Stand 2015) Coverversionen, u. a. von Don Redman, Claude Hopkins, The Mills Brothers, Eddie South, Rudy Vallée, Fletcher Henderson, Herman Chittison, Casa Loma Orchestra, Paul Mares, Charlie Barnet, Willie Lewis, Nat Gonella, Adrian Rollini, Cab Calloway, Putney Dandridge, Jimmie Lunceford, Benny Carter, Benny Goodman und dem Quintette du Hot Club de France.